# 536 v.Chr.
Het jaar 536 v.Chr. is een jaartal volgens de christelijke jaartelling.

## Gebeurtenissen

### Griekenland
- Phrynaeus wordt benoemd tot archont van Athene.